# Тама-те-капуа
Тама-те-капуа, также известный как Таматекапуа и Тама-те-Капуа или Тама — легендарный вождь полинезийского племени, согласно мифологии новозеландских маори был капитаном каноэ Арава, которое прибыло в Новую Зеландию из Полинезии примерно в 1350 году.
Причиной его отъезда с родины было то, что он и его брат Вакатурия украли плод с хлебного дерева (куру или поропоро), принадлежащего вождю по имени Уэнуку. Они украли плод в отместку за кражу и употребление в пищу собаки, принадлежащей Хаумаи-тауити, Той-те-хуатахи и Уэнуку. Два брата бежали после того, как из-за их поступка разразилась межплеменная война. Тама Те Капуа также взял с собой двух женщин, которые были женами других мужчин, одним из которых был Вхакаотиранги. Другая была женой Руао. Тама-те-капуа попросил Руао принести топор, оставленный у его дома, и, пока тот был на берегу, Тама-те-капуа поднял якорь и уплыл.
Некоторые легенды описывают, как Тама-те-капуа просил Нгаторо-и-ранги, тохунгу и штурмана Тайнуи вака, подняться на борт «Аравы» со своей женой, чтобы благословить судно. Как только они поднялись на борт, Тама-те-капуа отправился в плавание и похитил пару.
Одновременно сбежали несколько других каноэ, в том числе тайнуи и мататуа. Когда Арава высадились в Вангапараоа на Северном острове, Тама обнаружил, что тайнуи прибыли раньше них и заявили о владении землей, но хитростью Тама сумел опровергнуть их претензии. Затем Арава отправился в Макету, где поселился Тама-те-капуа. Его потомки заселили эту часть и регион Роторуа. Сегодня их потомки говорят о каноэ Арава, что носовая часть — это Макету, а кормовая — гора Тонгариро.
Говорили, что Тама-те-капуа был очень высоким — 2,7 метра (9 футов) — и сыном Хаумаи-тауити (также пишется Хоумаи Тауити) с Гавайки, прародины полинезийцев. У Тама-те-капуа было два сына, Тухоро и Каху-мата-момоэ. Он был похоронен на вершине горы Моэхау (на мысе Колвилл, самой северной оконечности полуострова Коромандель).
Дом собраний в Те Папайору Марае назван в честь Таматекапуа.